# MSTRKRFT
MSTRKRFT - (wym. master-kraft), kanadyjski duet tworzący muzykę elektroniczną, założony w Toronto.

## Dyskografia

### Albumy
- The Looks (2006)
- Fist of God (2009)
- Operator (2016)

### Single
- Easy Love (2006)
- Work on You (2006)
- Street Justice (2007)
- Bounce/VUVUVU (2008)